# Rhomboidella
Rhomboidella is een geslacht van tweekleppigen uit de familie van de Mytilidae.

## Soorten
- Rhomboidella canariensis (Odhner, 1932)
- Rhomboidella capensis Thiele & Jaeckel, 1931
- Rhomboidella malaccana Ockelmann, 1983
- Rhomboidella obesa Ockelmann, 1983
- Rhomboidella perstriata (Hedley, 1906)
- Rhomboidella prideauxi (Leach, 1815)
- Rhomboidella radians (Suter, 1908)
- Rhomboidella rhyllensis (Gatliff & Gabriel, 1912)
- Rhomboidella rodriguesensis Oliver & Holmes, 2004
- Rhomboidella vaillanti (Issel, 1869)